# Emmislöv
Emmislöv är en kyrkby i Emmislövs socken i Östra Göinge kommun i Skåne län.
Omgiven av åkrar ligger en på 1800-talet ombyggd tegelkyrka (Emmislövs kyrka), ursprungligen från 1100-talet. Kyrkan innehåller vackra takmålningar från 1400-talet, som under reformationen målades över. Under en stor restaurering 1950-52 knackades dessa fram igen. Då målades också, på korväggen, en fresk föreställande himmelsfärden. Målningen gjordes av Pär Siegård.
Folksägen berättar att på grund av det hedniska motståndet i Västraby (som fram till 1700-talet hette Västra Emmislöv) fick det där planerade kyrkbygget istället förläggas till nuvarande plats i Emmislöv. 2014 slogs Emmislövs församling ihop med Östra Broby församling och heter idag Broby-Emmislövs församling.
Förutom lantbruk, så finns en rad företag på orten. Maskinservice i Emmislöv, en mekanisk verkstad med butik med inriktning mot lantbruk och ATV. Annas Biocare, en helhetsbutik med både hälsa och mode. Alaskagårdens byggnads AB, Eng handel, Eng projekt, Skohuggare Klas Pettersson och Öbg Transport AB.